# 小林節
小林 節（こばやし せつ、1949年〈昭和24年〉3月27日 - ）は、日本の進歩的文化人・法学者・弁護士、政治活動家、コラムニスト。専門は憲法学。慶應義塾大学名誉教授。日本公法学会・日米法学会・国際憲法学会・比較憲法学会・全国憲法研究会・国際人権法学会等の学会に所属。

## 経歴
東京出身（現在は神奈川県横浜市港北区在住）。新宿区立淀橋第七小学校（現・新宿区立柏木小学校）から新宿区立淀橋中学校（現・新宿区立西新宿中学校）を経て、東京都立新宿高等学校に入学。同校では学年430人中400番以下の成績で、高校2年の時、授業をサボって歌舞伎町を徘徊し、成人映画を観るために映画館に入ったところを婦人警官に補導されたこともある。
1年間の浪人生活を経て、1968年、慶應義塾大学法学部法律学科に入学。大学時代は当時隆盛を極めていた学生運動に背を向け、睡眠1日2時間 の生活を4年間貫いて伊東乾のもとで猛勉強を重ね、首席で卒業。
1974年から母校・慶應義塾大学に勤務し、1989年法学部教授に就任。2014年3月末で教授を退職 し、同年4月から慶應義塾大学名誉教授。2016年1月、「立憲政治を取り戻す国民運動委員会」（民間立憲臨調）を憲法学者・弁護士・市民運動家・俳優・アイドル など200人と共に立ち上げ事務局担当。
その後『やじうまテレビ!』『モーニングバード!』『ワイド!スクランブル』『報道ステーション』『朝まで生テレビ!』『みんなの疑問 ニュースなぜ太郎』『サンデープロジェクト』（テレビ朝日系）などに出演。

## 国民怒りの声
2016年4月頃からイタリアの「オリーブの木」に倣った「さくらの木構想」という参院比例区統一名簿案構想を亀井静香などの野党議員と模索した。
2016年5月9日、安倍政権打倒や行革、TPP見直しなどを掲げて自身が立ち上げた政治団体「国民怒りの声」から比例代表で参院選に出馬するも落選。
2016年7月15日、参院選の惨敗を受けて「残務処理の機能だけ残し、党を休眠させます」と発表。また、自身も政治活動から身を引き、憲法学者に戻ることを明かした。2018年10月10日には「国民怒りの声」の解散を届け出た。
2017年5月から日刊ゲンダイでコラム「ここがおかしい　小林節が斬る！」を担当。
2021年5月から、平和・民主・革新の日本をめざす全国の会（全国革新懇）代表世話人に就任した。

## 思想・活動

### 憲法改正
改憲論者（日本国憲法の改正議論の頁も参照）として、サンデープロジェクト、朝まで生テレビ!など多数のテレビ番組に出演している。かつては「1億人を守る戦争で3千人が死ぬのは『コスト』のうち」といった乱暴な議論も行っていたが、日本政府によるイラクやインド洋への自衛隊員の派兵の際の成り行きを見て「こんなインチキな手段で（憲法を）改正されてはいけない」という思いを強くし、また娘が成長するのを見て少しずつ考えを改め、平和であることの意味を深く考えるようになったという。
日本国憲法第9条の改正については賛成の立場をとっている が、日本国憲法第96条の改正や憲法内に「愛国の義務」や「家族は助け合わなければならない」というような道徳に関する事柄を明記することについては反対の立場をとっている。また、安倍晋三の解釈改憲については「たいへん危険なこと」であると述べ、安倍政権による憲法改正は実現させてはならないと主張している。
自らの改憲論と集団的自衛権に関する立場については、改憲派として知られるようになってから徐々に変化している。2006年11月11日の産経新聞では、「集団的自衛権の解釈は政治の責任で変更できる」としていた。2013年7月26日のダイヤモンドオンラインでは、「政府は憲法の立法趣旨に照らして、集団的自衛権を自らの解釈で自制していますが、このままだと日本は、他国に攻められたときに自分たちだけで自衛しなくてはいけません。しかし、『襲われたら同盟国が報復にゆく』というメッセージを打ち出せる集団的自衛権は、他国の侵略を牽制する意味においてもメリットがあります。だから、改めて『日本は集団的自衛権を持っている』と解釈を変更するべきでしょう。」「今の日本は海外派兵を自制しているため、自国が侵略されそうなときは同盟国である米国に助けてもらえる一方、米国が侵略されそうなときは助けに行けない。日米安保条約は片務条約になっています。これまで日本は、九条のおかげで日米安保にただ乗りし、米国の傘下で安心して経済発展に邁進することができた。でも、これだけの大国になった今、それでは済まないでしょう。今後、集団的自衛権を認めれば、日米安保が強化され、日本の領土をより安全に守ることができるようになるはずです。」と述べていた。しかし、後述のとおり、2015年に第3次安倍内閣が集団的自衛権の行使を容認する平和安全法制を提出した際には、集団的自衛権の行使は憲法違反であると批判して反対意見を表明するに至った。このことから「小林変節に改名した憲法学者」とも揶揄されることもある。井上達夫は、第2次安倍内閣及び第3次安倍内閣の集団的自衛権の行使容認に反対を表明している憲法学者を批判するなかで、「『豹変』名人の小林さんは無視をするとして」と表現している。
2015年6月4日の衆議院憲法審査会に長谷部恭男、笹田栄司とともに参考人として出席し、集団的自衛権の行使の行使は違憲であると一致して表明。2015年6月15日、長谷部恭男とともに臨んだ日本記者クラブでの記者会見において、集団的自衛権の行使容認を含む安全保障関連法案（平和安全法制）の違憲性について詳細な説明を行った。その際、日本にはどのような国際貢献が可能かと問われた際には「私、ここ二年の議論で真剣に考えて、ちょっと考えが変わりました。集団的自衛権というのは、私の考える憲法改正案でももういらない」と述べ、その上で、自らがより現実的と考える「専守防衛のとじこもり論」について簡潔に述べた。

### 立憲主義
奥平康弘、樋口陽一、長谷部恭男ら著名な憲法学者をはじめ、人文学関係から理系まで多数の学者の呼びかけによって発足した「立憲デモクラシーの会」に、呼びかけ人の一人として名を連ねている。立憲デモクラシーの会は、立憲主義の危機を訴え、立憲主義を守るために行動することを謳う学者団体であり、第2次安倍内閣及び第3次安倍内閣の集団的自衛権の行使容認等に反対を表明している。2015年6月4日、立憲主義や現行憲法（日本国憲法）制定の経緯などを議題として開かれた衆議院憲法審査会に長谷部恭男、笹田栄司とともに参考人の憲法学者として出席した際にも、2015年の通常国会で審議されている安全保障法案（平和安全法制）の、特に集団的自衛権行使の点について、長谷部・笹田両氏とともに「違憲」と表明した。
解釈改憲による集団的自衛権の行使に反対し、立憲主義の擁護を標榜する組織としては、立憲デモクラシーの会の他、「国民安保法制懇」に参加している。なお、国民安保法制懇のメンバーのうち、憲法学者の樋口陽一、長谷部恭男、青井未帆らは、小林と同様に立憲デモクラシー会の呼びかけ人でもある。

### 共産党を含む野党共闘の支援
かつて、自民党のブレーンであった小林であるが、安倍晋三内閣総理大臣の主導する憲法改正や安全保障法案に対する批判を強めて以降は、安倍政権に批判的な野党共闘への支持を明確にしており、「1人区では野党がバラバラでは絶対に勝てない」として、共産党を含む共闘の必要性を訴えている。
2015年に開催された日本共産党創立93周年記念講演会にビデオメッセージを寄せ、「憲法擁護とか国民というレベルで考えたらね、共産党がいちばん頼りになります」「いま共産党、頑固な共産党があってくれるおかげで、私などは憲法擁護のたたかいがとてもとてもやりやすい｡ですから93年､ほんとに深ーい思いをこめて、おめでとうございます、と言わせていただきます」等と祝意を表している。小林は著名な改憲論者、日本共産党は改憲反対・護憲の立場であり、政策的な違いはあるが、安倍内閣による集団的自衛権の行使容認などに対しては、立憲主義の危機と捉え一致して反対の行動をとっている。その他、2015年、日本共産党が民主党など野党各党との選挙協力及び連立政権を視野に入れた「国民連合政府」構想を立てた際には、それに賛意を表し、志位和夫や小池晃とともに、同党公式のインターネット番組に出演している。
2020年、日刊ゲンダイ紙上において、日本共産党の綱領と政策を肯定的に解説した上、「……共産党は、選挙と議会による共産主義革命にあえて挑戦しようとしている。楽しみである」と期待を寄せた。

### 横浜市カジノ誘致反対運動
2019年8月22日、横浜市長の林文子は記者会見を開き、カジノを含む統合型リゾート（IR）を誘致すると発表。これに対し同市在住の小林は強く抗議。小林が共同代表を務める市民団体「カジノの是非を決める横浜市民の会」は、誘致の賛否を問う住民投票条例制定を林に直接請求する署名集めを2020年4月から始めようとしたが、新型コロナウイルスの感染拡大に伴う緊急事態宣言を受けて延期。同年9月4日、署名活動を開始した。団体は請求に必要な法定数の約3倍の19万3,193人分の署名を集め、同年12月23日、住民投票条例の制定を林に請求した。
2021年1月8日、横浜市会は住民投票を行うための条例案を否決。同年2月、「カジノの是非を決める横浜市民の会」は解散。3月15日、8月の横浜市長選挙に向け、市民団体「カジノ反対の市長を誕生させる横浜市民の会」が結成されると、同団体の世話人に就任した。ところが7月1日、同団体が立憲民主党推薦の山中竹春支持を決定したことに異を唱え、団体を離脱。7月20日に市長選への出馬を正式表明した参議院議員の松沢成文の支援団体の代表世話人を務めることとなった。

### その他
- 2008年11月、民間懸賞において「日本は侵略国家ではなかった」と論じた田母神俊雄（元・航空幕僚長）の論文に対して、「あまりにも稚拙な内容であり、（田母神俊雄は）発表の場にも細心の注意を払いつつ、学問的に語るべきである」といった主旨のコメントをしている[35]。
- 宗教団体の政治参加を一部容認しており、会員ではないが創価学会や公明党の機関誌への寄稿も50回以上にのぼる[36]。創価学会系の出版社である第三文明社によって出版された『大学教授になった不登校児』（久保治雄著）によると、小林は池田大作名誉会長のことを、思いを込めて「池田大作博士」[37] と呼び、「男らしい」[38]「大好きだ」[38] と絶賛していたとされている。
- いわゆる外国人参政権の導入に関しては、容認しない立場をとっている[39]。ただし、外国人参政権に道を開く憲法改正案を出した、東浩紀らとの話し合いにおいては、基本的には外国人参政権は認め難い（基本的には国籍を有することが参政権を得る条件である）としつつも、東らの改憲案に肯定的な評価をしていることを述べた上で、一定の条件下においては外国人参政権も認められるとの見解を述べるに至っている[40]。
- 竹田恒泰に対して、慶應義塾大学講師の肩書を芸能活動の看板として悪用されたこと、肩書きで私利を図る事について注意しても無視されたこと、私生活でのトラブルの報道で慶應大学講師の肩書が使われると慶應の名が汚されることの3点を挙げ、竹田を講師に招いてこのような状況の原因を作ったことを恥じていると述べた[41]。
- 2016年4月20日、辺野古新基地建設に関して「憲法問題で、沖縄の人々には拒否権がある」と発言し、工事を強行する安倍晋三首相を批判した[42]。
- 2024年5月31日、日比谷公園で開催されたWHOのパンデミック条約に反対する集会に参加した[43]。この集会では原口一博衆議院議員がCOVID-19ワクチンを「生物兵器」と呼んで批判するなど、陰謀論的な発言が目立った[43][44]。小林もステージで「陰謀論者と言われてもいい」と発言し、運動に加わる考えを示した[43]。しかし、後に小林は集会の主張を「荒唐無稽」と批判した[43]。小林はCOVID-19ワクチン接種に反対する考えには賛同したものの、「WHOが世界支配を目指している」「人体実験をしている」などの主張には同意せず、「被害妄想」と評した[43]。護憲派として知られる小林が一時期この保守系の運動に賛同する姿勢を示したことは、大きな波紋を呼んだ[43]。

## 人物
- 司法試験合格者ではないが、法学博士課程が設置された大学院を有する大学の法学部法律学科の教授を5年以上務めた事で、弁護士法第5条により1998年に弁護士登録[45]。
- 大学における講義中の学生の私語・携帯電話の使用・居眠りを禁止しており、学生を教室から追い出すこともある[46]。
- 政界にも人脈があり、特に自民党関係者と親密である[13]。自身の講義に現職の国会議員（平沢勝栄[47] 衆議院議員）をゲストとして招いたこともある。
- 左手の指が先天的に全て欠損しており義手のため、手袋を常用している[48]（この障害の原因は、薬物の副作用と推定されている[49]）。この当時は世間の障害者に対する偏見・無理解がまだまだ強かったため、幼い頃からいじめを受けて育った他、成人後、母方の祖母から面と向かって「あなたのような片輪の孫が生まれて、うちの家はひどい迷惑を蒙った」[50] と言われたこともある。友人からヨットを誘われても、水に投げ出された場合、左手で水をかく力が充分でないため断っている[51]。
- 「節」という名前について、女子とまちがえられることが少年時代からあった。自身が受験した都立高校の合格発表を見に行った際、男子合格者の掲示板を何度確認しても自分の名前がなく、頭が真っ白になったが、女子の掲示板に名前をみつけ安堵する。「私も若かったので、とても傷ついた」と語っている[51]。

## 略歴

### 学歴
- 1967年 東京都立新宿高等学校卒業
- 1972年 慶應義塾大学法学部法律学科卒業（学事表彰[52]）
- 1974年 慶應義塾大学大学院法学研究科修士課程修了
- 1977年 慶應義塾大学大学院法学研究科博士課程単位取得満期退学
- 1989年 法学博士（慶應義塾大学）（学位論文「政治問題の法理」）[53]
- 2002年 名誉博士（モンゴル、オトゥゴンテンゲル大学）

### 留学
- 1977年 - 1979年 ハーバード・ロー・スクール客員研究員、及びミシガン大学ロー・スクール研究員
- 1996年 - 1997年 ハーバード大学ケネディスクール研究員
- 1997年 ブリティッシュコロンビア大学ファカルティ・オブ・ロー客員研究員

### 職歴
- 1974 - 1979年 慶應義塾大学法学部助手
- 1979 - 1983年 慶應義塾大学法学部専任講師
- 1983 - 1989年 慶應義塾大学法学部助教授
- 1989年 - 慶應義塾大学法学部教授（憲法・英米法担当）
- 2014年 - 慶應義塾大学名誉教授

他に、人事院・公務員研修所（1999年 - ）等各講師及びバーナビー・カレッジ学長特別顧問（1992年 - ）、財団法人日本船舶振興会（日本財団）理事（1994年）、財団法人アジア刑政財団評議員（1996年 - ）、読売新聞社ブレーン（1996年 - ）、弁護士（1998年 - ）、大阪日日新聞（2002年 - ）・日本海新聞客員論説委員、日体桜華高等学校校長・現学校法人日本体育大学理事（2010年 - 2014年）、エアリンク株式会社 社外取締役（2010年3月 - ）等を兼務している。
また、山梨大学（1982年 - 1983年、1987 - 1990年）、日本大学（1983年 - 1991年）、駒澤大学（1984年 - 1985年）、国税庁・税務大学校（1986年 - 1988年）、国鉄・中央鉄道学園（1986年 - 1987年）、郵政省・電気通信研修所（1987 - 1990年）、東京文化短期大学（1988年 - 1989年）、防衛大学校（1993年 - 1996年）、北京大学（1995年）、消防庁・消防大学校（1996年）で教鞭をとり、郁文館学園中学校・高等学校、郁文館国際高等学校校長を務めていた。

## 著書

### 単著
- 『政治問題の法理』、日本評論社、1988年。
- 『アウトライン憲法』、東京法経学院出版、1988年。
- 『憲法』、南窓社、1991年。
- 『憲法守って国滅ぶ――私たちの憲法をなぜ改正してはいけないのか』、ベストセラーズ・ワニの本、1992年。
- 『宗教は政治参加の権利を持つ――憲法二十条の正しい読み方』、潮出版社、1996年。
- 『憲法と政治』、潮出版社、1999年。
- 『国家権力の反乱――新貸金業法は闇金を利するだけではないか』、日新報道、2008年。ISBN 978-4817406590
- 『「憲法」改正と改悪――憲法が機能していない日本は危ない』、時事通信出版局、2012年。ISBN 978-4788711792
- 『白熱講義！　日本国憲法改正』、ベスト新書、2013年。ISBN 978-4584124055
- 『白熱講義！　集団的自衛権』、ベスト新書、2014年。
- 『憲法改正の覚悟はあるか――主権者のための「日本国憲法」改正特別講座』、ベストセラーズ、2015年。
- 『なぜ憲法学者が「野党共闘」を呼びかけるのか』、新日本出版社、2016年。
- 『小林節の憲法改正試案』、宝島社、2016年。
- 『ここがおかしい! 小林節が壊憲政治を斬る!』、七つ森書館、2017年。
- 『女子高生が憲法学者小林節に聞いてみた。憲法ってナニ!?』、ベストブック、2018年。
- 『「人権」がわからない政治家たち』、講談社、2021年（日刊ゲンダイ連載「ここがおかしい　小林節が斬る！」をまとめたもの）

### 共著
- 『特別講義――憲法』、向井久了共著、法学書院、1992年。（受験新報の連載を纏めたもの）
- 『全訂　憲法』、園田康博共著、南窓社、2004年。
- 『憲法改正』、中西輝政編集、小林節･櫻井よしこ･中西輝政･長谷川三千子･福田和也･松本健一(共著)、中央公論新社、2000年。ISBN 978-4120029950
- 『そろそろ憲法を変えてみようか』、渡部昇一共著、致知出版社、2001年。
- 『憲法、危篤！』、平沢勝栄共著、ベストセラーズ、2002年。
- 『対論！　戦争、軍隊、この国の行方――九条改憲・国民投票を考える』、伊藤真・渡辺治・畑山敏夫・今井一共著、青木書店、2004年。
- 『自民党憲法改正草案にダメ出し食らわす！』、伊藤真共著、合同出版、2013年。
- 『たかが一内閣の閣議決定ごときで――亡国の解釈改憲と集団的自衛権』、山中光茂共著、皓星社、2014年。
- 『タカ派改憲論者はなぜ自説を変えたのか――護憲的改憲論という立場』、石郷友仁共著、皓星社、2015年。
- 『日本と日本人を危うくする安保法制の落とし穴』、浅田次郎他共著、ビジネス社、2015年。
- 『安倍「壊憲」を撃つ』、佐高信共著、平凡社、2015年。
- 『「憲法改正」の真実』、樋口陽一共著、集英社新書、2016年。
- 『緊急事態条項のために憲法を変えるのか』、永井幸寿共著、かもがわ出版、2016年。
- 『愛国汚職の壊憲政権』、佐高信共著、七つ森書館、2017年。
- 『憲法の真髄』、竹田恒泰共著、ベストセラーズ、2018年。
- 『大学における〈学問・教育・表現の自由〉を問う』、寄川条路編、法律文化社、2018年。

## 関連書籍
- 久保治雄、『大学教授になった不登校児――「傷心キッズ」に贈る応援歌』、第三文明社、1998（小林の高校･大学･大学院時代に詳しい伝記）

## 出演
- 主戦場（ドキュメンタリー映画、2019年）
- デモクラシータイムス（YouTube、不定期）
- 情熱報道ライブ「ニューズ・オプエド®」（NOBORDER NEWS TOKYO、不定期）
- 妖怪の孫（ドキュメンタリー映画、2023年）

## 門下生
- 駒村圭吾 - 憲法学者、慶應義塾常任理事、慶應義塾大学法学部教授[54]
- 鈴木秀美 - 憲法学者、慶應義塾大学メディア・コミュニケーション研究所教授[55]
- 長島昭久 - 政治家、衆議院議員、元防衛副大臣[56]
- 近藤洋介 - 政治家、元衆議院議員、元経済産業副大臣[57]
- 園田康博 - 元政治家、元衆議院議員、元内閣府副大臣[58]
- 山中光茂 - 政治家、ピースウイング代表、元松阪市長[59]
- あえば浩明（あえば直道） - 政治評論家、元幸福実現党党首[60]
- 倉持麟太郎 - 弁護士[61]